# Det grodde fram – Trondheim 1940–1945
Det grodde fram – Trondheim 1940–1945 är en norsk dokumentärfilm från 1947 i regi av Lyder Selvig. Filmen handlar om Norge under andra världskriget.